# 新條希
新條 希（しんじょう のぞみ、1993年11月4日 - ）は、日本のAV女優、元ストリッパー。フリー女優連盟所属。
ディアスグループに移籍後『希望 のん（のぞみ のん）』に改名し、2020年10月にフリーランスとなる。その際に再度芸名を現在の『金苗 希実（かなえ のぞみ）』に改名している。2021年9月からフリー女優連盟に加入している。
適正AVに出演するフリーの女優。コスプレ同人AVで活動する監督および被写体モデル、ファンクラブ運営者。ガールズバーの勤務という主に3つの柱で活動を行う。

## 略歴

### 幼少期
札幌市内の母子家庭で育つ。19歳の12月、父親が異なり、別々で暮らしていた弟が家出で転がり込み3人暮らしになる。母は喜んでいたが、2月に母が弟と肉体関係にあることをさらっとした口調でカミングアウト。周囲には言えないため、ネット掲示板で相談したのちに家出を決意した。最終的な決断は母に「もし子供が生まれたら世間的にまずいから、あなたが育てて」と笑顔で言われたことだった。携帯を見ると母からの着信履歴で埋め尽くされており、恐怖を感じるとともに怒りがこみ上げ「どんな悪いことをしても生きてやる」と誓ったという。
路上でチャットレディのティッシュをもらったことから、ライブチャットの仕事に従事するが、3週間後にチャット会社社員にレイプされ処女を喪失。逃亡の末、別のチャット会社を探したところ、スカウトマンからAVを勧められたことでAVデビュー。

### AV女優デビュー
2015年7月にAV女優デビューした。上京し、ビジネスホテルに泊まりながらまとめ撮りしたため、これという明確なデビュー作はないという。半年間はキャバクラで勤務し、25万から80万ほど稼げるようになり東京に引っ越す。
2016年2月、渋谷道頓堀劇場にてストリップデビュー。2017年1月から地下アイドルとしても活躍している。
2018年2月、渋谷道頓堀劇場にて、ストリッパー休業。6月、渋谷道頓堀劇場、開館17周年記念特別興行にて、ストリップ限定復帰。7月、ルーセントプロダクションから、ディアスグループへ移籍。移籍に伴い、芸名を「希望 のん（のぞみ のん） 」へ改名した。
2020年、この当時はストリップを中心に活動しており、スケジュールを事務所に伝えていたものの、事務所側が2本の撮影日程を入れてしまいトリプルブッキングで仕事が流れてしまう。コロナ禍で撮影現場が激減していたタイミングだったため、リスケをしてくれなったことでうつ病が再発。6月に自殺未遂で緊急搬送。事務所社長が身元引き取り人となったものの10月、事務所を退所しフリーランスとなる。このとき芸名を「金苗 希実（かなえ のぞみ） 」へ改名した。12月にはコスプレROMサークル Team nozomin'sを立ち上げる。
2021年9月、フリー女優連盟に加入。
2022年6月19日、Twitterに「7月決まってたAVの撮影が全部中止…　AV新法で女優が守られるどころか仕事がなくなって、現役の女優たちが苦しむ構図って誰得なん。」とツイート。2022年12月末の時点で1万9000RT、5万9000いいね!がつき、話題となった。
同月から開始されたAV出演被害防止・救済法の執行停止および改正を呼び掛ける署名運動「AV新法執行停止の署名活動に御協力ください！」に参加する。

## 人物
- 北海道札幌市出身。母親は水商売で、未婚のまま生を受けたため、父親はどこの誰かもわからない。このため幼少時は「家庭」というものに嫉妬し、憎悪のような感情も抱いていた[3]。中学時代は生活保護を受給。高校は入学金や交通費が出ないからと諦め、独学で16歳の時（2009年）に高等学校卒業程度認定試験を取った[3]。働きたかったのだが、母の束縛のため4年間は監禁のような形で自宅に閉じこもっていたという[3]。今でも母のことを夢に見ると絶叫して起きてしまい、夢だとわかっていても恐怖と苦痛を伴う[9]。2018年には占い師の勧めで、室蘭にある実家の墓参りを行い、そこで弟の死を知った（2016年に自殺、享年22）[10]。
- 身長:162cm。スリーサイズ:B86(E)・W58・H97cm。血液型:O型。
- 趣味:アニメ、コスプレ。特技:スケート、裁縫。
- 自殺未遂経験があるが、AV女優になって自分のファンができたことから、ファンがいるから死ねないという思いが沸いたという[11]。企画出身の自分を見つけ、好きだと言ってくれる、そういう人たちのためには、なるべくいい仕事をしたいとのこと[11]。
- 「AVなんて恥ずかしい仕事をやめて、生活保護を受けなさい」という人に対しては、「身寄りがない人や貧困女子のことを何も理解していない」と述べている[3]。金苗はAV新法で仕事が減少した企画女優は風俗やパパ活に流れていると証言。金苗は前述の生い立ちが原因となり、性的なこと、特に風俗には嫌悪感があり、今後もしたくはないという[12]。

## 出演作品

### アダルトDVD
2015年
- 着エロ撮影が一転中出し処女デビュー のぞみ（12月10日、親父の個撮）
- SKYQUEEN☆AIRLINES～　家畜人牧場へ出荷された男 Flight.01（12月18日、ヤプーズマーケット）
- SKYQUEEN☆AIRLINES～　家畜人牧場へ出荷された男 Flight.02（12月18日、ヤプーズマーケット）
- SKYQUEEN☆AIRLINES～　家畜人牧場へ出荷された男 Flight.03（12月18日、ヤプーズマーケット）
- SKYQUEEN☆AIRLINES～　家畜人牧場へ出荷された男　番外編（12月18日、ヤプーズマーケット）

2016年
- TMAコスプレが大好きな女優さん大集結！第一回コスプレオフ会大乱交！！（2月26日、TMA）
- SOD社内運動会2016 SOD新入女子社員8名がスーツ×ムチぱつブルマでハッスル大量ぶっこ抜き 激アツ総射精56発（5月12日、SODクリエイト）
- 素人マゾレズ願望の女 レズ監禁拷問部屋4 希（5月13日、セレブの友）
- せめてゴム付けて…あっ！ うわ…これマジで顔バレしちゃうだろ…ってレベルの美人奥さん達が平日の真っ昼間から口説き落とされてAV出演とかどうかしてるぜ。 「ガチンコ中出し！ 顔出し！ 人妻ナンパ」in 大井町＆青物横丁（6月25日、ビッグモーカル）
- 中年オヤジの俺がソソる女子社員にモテまくり。最近のお父さんは、俺みたいに残業が多く娘とふれあう機会が少なく、お父さんに優しくされたいファザコン女子が急増中！オジサマ大好き女子社員と二人だけのエロ残業で優しくマ○コを舐めあげましょう！（8月18日、SOSORU×GARCON）
- クレーム対応に来たのは、まさかの虐めっ子だった同級生！立場が完全逆転でここぞとばかりにエッチな復讐を決行！マ○コを広げさせ、生ハメしたら悔し涙を浮かべてたけど中出ししてやりました！2　（9月8日、アイエナジー）
- コスプレ美少女乱交BEST 4時間（9月23日、TMA）
- アキハ○ラ某所に実在するコスプレ生ハメスタジオに潜入！撮られたがりの美少女レイヤーを5万円の謝礼つきでしかもプロが撮るのでスタジオ撮影させてくださいと口説いて媚薬入りドリンクで発情させたらヤレるのか？2（10月14日、ケイ・エム・プロデュース）
- 自画撮りHな事に興味津々！！エロカワ女子校生真剣イキまくり 愛液びちょびちょ指オナニー（10月15日、プリモ）
- 相席居酒屋で店員にバレないようにナンパしたママ友を酔わせてコンドームがないから中出しセックスした話 こんなはずじゃ！まさかのママ友同士でエッチなことに発展しちゃうとは！？（10月25日、熟女はつらいよ）
- ハロウィンナンパin渋谷（12月16日、プレステージ）

2017年
- 聖炎戦隊バーンレンジャー（1月13日、GIGA）
- 思春期の敏感オマ○コを指でいじり続けビクビク何度もイキ果てる JK女子寮オナニー盗撮 2（1月15日、プリモ）
- 非現実的妄想劇場 アナタの願望叶えます！「時間よ止まれ！」もしも…時間を止められる超能力を使えたら？OLさん、看護師さん、女子校生にたくさん中出ししちゃうぞ編（1月19日、カルマ）
- 連れション飲尿 女体液3P天（6月20日、RADIX）
- 女×女のレズビアンSEX26時間21分10枚組（7月25日、セレブの友）
- 熟女たちの下品なガニ股ディルド自慰（11月13日、セレブの友）

2018年
- 有名大学ヤリサーの実態！（1月13日、MARX）
- 全開ガール（2月23日、スパイスビジュアル）
- ガニ股挑発ド変態オナニー100人8時間（2月25日、セレブの友）
- 男性社員たちの中に泥酔した妻　妻の会社の送別会セクハラ胴上げビデオ（6月25日、レッド）
- 夫が国家機密機関に勤める妻たち　誘拐奥さん　脅迫ビデオ　電マの拷問に耐える妻は…（8月7日、東京スペシャル）
- 因果応報！彼女が狙われた！ DQNに拉致されたボクの彼女2 ガンつけ抵抗もDQNたちに犯されているビデオ(8月25日、レッド）
- 故人の三回忌 未亡人妻は… 酒好きだった故人の飲み仲間が弔問してきて故人を偲び酒を飲み過ぎ酔った勢いで不謹慎と理解しつつもセックスしちゃいました（9月7日、東京スペシャル）
- 「他の患者さんたちにはナイショですよ？」美人看護師さんが病院内でHな裏アルバイト！盗撮生セックス中出し援交動画（11月13日、カルマ）
- Yapoo'sMarketVenusフェチ別総集編　女神達のSファイル2 ～ 拷問リンチ面接編 Folder.01（12月21日、ヤプーズマーケット）
- Yapoo'sMarketVenusフェチ別総集編　女神達のSファイル2 ～ 拷問リンチ面接編 Folder.02（12月21日、ヤプーズマーケット）
- Yapoo'sMarketVenusフェチ別総集編　女神達のSファイル2 ～ 拷問リンチ面接編 Folder.03（12月21日、ヤプーズマーケット）
- Yapoo'sMarketVenusフェチ別総集編　女神達のSファイル2 ～ 顔騎クンニ奉仕編 Folder.01（12月21日、ヤプーズマーケット）
- Yapoo'sMarketVenusフェチ別総集編　女神達のSファイル2 ～ 顔騎クンニ奉仕編 Folder.02（12月21日、ヤプーズマーケット）
- Yapoo'sMarketVenusフェチ別総集編　女神達のSファイル2 ～ 顔騎クンニ奉仕編 Folder.03（12月21日、ヤプーズマーケット）
- Yapoo'sMarketVenusフェチ別総集編　女神達のSファイル2 ～ 糞尿豚便器完食編 Folder.01（12月21日、ヤプーズマーケット）
- Yapoo'sMarketVenusフェチ別総集編　女神達のSファイル2 ～ 糞尿豚便器完食編 Folder.02（12月21日、ヤプーズマーケット）
- Yapoo'sMarketVenusフェチ別総集編　女神達のSファイル2 ～ 糞尿豚便器完食編 Folder.03（12月21日、ヤプーズマーケット）
- Yapoo'sMarketVenusフェチ別総集編　女神達のSファイル2 ～ 糞尿豚便器完食編 Folder.04（12月21日、ヤプーズマーケット）
- Yapoo'sMarketVenusフェチ別総集編　女神達のSファイル2 ～ 糞尿豚便器完食編 Folder.05（12月21日、ヤプーズマーケット）
- Yapoo'sMarketVenusフェチ別総集編　女神達のSファイル2 ～ 糞尿豚便器完食編 Folder.06（12月21日、ヤプーズマーケット）

### 雑誌
- ブブカ(BUBKA) 15年12月号 (白夜書房)
- EX MAX!SPECIAL Vol.104(ぶんか社）
- EX MAX!2016 12月号(ぶんか社）
- 月間 SOD 2017 2月号 Vol.68(SOD）
- 実話ナックルズ 2017年3月号(ミリオン出版)
- 月刊 本当にあった主婦の体験 『まんが名前のない女たち』2017年7月号(ぶんか社)

### インターネット放送
- トイズハートプレゼンツBUBKA「きのう誰食べた」（2015年10月06日ゲスト出演、ニコニコ生放送）[13]